# Eublemma aurantiaca
Eublemma aurantiaca là một loài bướm đêm trong họ Erebidae.